# António Bernardo da Costa Cabral
António Bernardo da Costa Cabral ComNSC (Fornos de Algodres, Algodres, 9 de Maio de 1803 – Porto, 1 de Setembro de 1889), o 1.º conde e 1.º marquês de Tomar, mais conhecido simplesmente por Costa Cabral, foi um político português que, entre outros cargos e funções, foi deputado, par do Reino, conselheiro de Estado efectivo, ministro da Justiça e Negócios Eclesiásticos, ministro do Reino e presidente do Conselho de Ministros. Defensor da Revolução de Setembro de 1836, membro da Sociedade Patriótica Lisbonense, a sua conduta política evoluiu num sentido mais moderado e, depois de nomeado administrador de Lisboa, foi o principal obreiro da dissolução da Guarda Nacional. Durante o seu primeiro mandato na presidência do ministério, num período que ficaria conhecido pelo Cabralismo, empreendeu um ambicioso plano de reforma do Estado, lançando os fundamentos do moderno Estado português. Considerado um valido da rainha D. Maria II, apesar das suas origens modestas, foi feito conde de Tomar e depois elevado a marquês de Tomar. Foi uma das figuras mais controversas do período de consolidação do regime liberal, admirado pelo seu talento reformador, mas vilipendiado e acusado de corrupção e nepotismo por muitos. Foi obrigado a exilar-se em Madrid na sequência da Revolução da Maria da Fonte, mas voltaria poucos anos depois, demonstrando uma extraordinária capacidade de recuperação e persistência, a ocupar a chefia do governo.
A figura preponderante deste estadista na política portuguesa durante a primeira fase da monarquia constitucional permite afirmar que em torno dela girou toda a política de consolidação institucional do liberalismo que caracterizou o reinado de D. Maria II. Foi, a partir de 1841, Grão-Mestre da Maçonaria.

## Biografia
António Bernardo da Costa Cabral nasceu em Fornos de Algodres, pequena vila encravada nas serranias da Beira, distrito da Guarda, a 9 de Maio de 1803, filho segundo de António Bernardo da Silva Cabral, proprietário rural e lavrador, falecido em Fornos de Algodres em Junho de 1870, Cavaleiro em 1841 e Comendador a 21 de Janeiro de 1845 da Ordem de Nossa Senhora da Conceição de Vila Viçosa, e de sua mulher Francisca Vitória Rebelo da Costa Côrte-Real (Fornos de Algodres, 31 de Agosto de 1779 - ?). Não sendo oriundo de família rica, os pais, face às despesas que já incorriam com os estudos do filho mais velho, optaram por lhe destinar uma carreira militar.
Para tal, mandaram-lhe ensinar as primeiras letras pelo abade da terra, como era então costume, mas o jovem tão bem se houve que aos 15 anos de idade estava habilitado com os preparatórios da Universidade de Coimbra, para onde o pai, com grande sacrifício da economia familiar, se resolveu enfim a mandá-lo também. Ali, aluno brilhante, conclui em 1823, com apenas 20 anos de idade, a sua formatura em Direito, iniciando de imediato a prática da advocacia.

### O jovem advogado rural e o ingresso na magistratura
A necessidade de ganhar a vida levou-o logo após a formatura a abrir banca de advogado em Penela, vila onde não existia qualquer advogado residente. Aí permaneceu de 1823 a 1826, aguardando oportunidade de ingressar na magistratura, carreira bem mais aliciante do que a advocacia nas pequenas comunidades rurais.
Conseguindo o ingresso na magistratura, em 1826 foi colocado em Celorico da Beira, onde, para além das funções de delegado, também exerceu advocacia. Aí permaneceu até 1828, ano em que foi nomeado juiz de fora de Penela, voltando assim à localidade onde tinha iniciado a sua actividade profissional.
Liberal convicto, face aos acontecimentos revolucionário daquele ano, adere ao movimento desencadeado pela Belfastada, e alista-se, como soldado, nas hostes liberais comandadas por Francisco de Paula de Azeredo Teixeira de Carvalho, futuro 1.º visconde e 1.º conde de Samodães, iniciando assim o cursus honorum comum à primeira geração de políticos liberais: o exílio que o levará à passagem pela ilha Terceira como porta de entrada na alta política do novo regime português.

### A guerra civil
Malograda a sublevação geral que a Belfastada pretendia desencadear, com os líderes do movimento a reembarcar no Belfast e a partir novamente para o exílio, as forças aderentes foram deixadas à mercê das tropas governamentais, sendo obrigadas a retirar para o Minho, de onde, acossadas pelo exército fiel a D. Miguel I, cruzam a fronteira, procurando refúgio na Galiza. Entre os refugiados estava Costa Cabral.
Depois de uma difícil marcha pelo noroeste peninsular, as forças liberais atingiram a Corunha, porto onde embarcaram com destino à Inglaterra, à Bélgica e à França. Costa Cabral foi transportado da Corunha para Plymouth, onde deu entrada no depósito de tropas portuguesas ali improvisado. Daí acompanhou o general Azeredo para Ostende, na Bélgica, colaborando na organização do depósito de tropas que ali se fixara e que depois se transferiu para Bruges. Aí participou na preparação da expedição que partiu de Belle-Île para os Açores, na qual embarcou, ficando integrado na guarnição liberal da ilha Terceira.
Na Terceira, sendo magistrado, foi nomeado para a Junta de Justiça e depois para o Supremo Tribunal de Guerra que ali foi criado. Distinguindo-se pela sua inteligência e actividade, foi nomeado para o cargo de secretário da Auditoria-Geral do Exército liberal. Nessa qualidade acompanha D. Pedro IV da Terceira para Ponta Delgada, cidade onde participou na organização da expedição liberal que desembarcaria no Mindelo.
Tendo desembarcado no Mindelo, instala-se com o governo liberal na cidade do Porto, aí permanecendo durante o cerco. Os seus conhecimentos jurídicos e a sua fama de organizador, levam a que seja nomeado para o lugar de Procurador Régio no Tribunal da Relação do Porto, cargo que exerce até Março de 1833. Por esta altura, procurando uma promoção, obtém o lugar de juiz no recém-criado Tribunal da Relação dos Açores, sedeado em Ponta Delgada, cidade para onde parte em Maio de 1833.

### A segunda passagem pelos Açores
Costa Cabral foi nomeado juiz da Relação açoriana por decreto de 23 de Março de 1833, tendo tomado posse do lugar a 20 de Maio daquele ano. Como jovem juiz do novo Tribunal da Relação dos Açores, o qual, depois de uma complexa contenda entre as elites da ilha de São Miguel e da Terceira, acabara por ser sedeado em Ponta Delgada, Costa Cabral instalou-se naquela cidade envolto numa relativa tranquilidade, passando ao lado dos tempos tumultuosos que se viviam em Lisboa.
Inserindo-se na vida local, casou com Louise Mitchell Meredith Read, enteada de William Harding Read, o cônsul geral britânico nos Açores. Este cônsul, simultaneamente um dos mais abastados comerciantes micaelenses e o maior exportador de laranja açoriana para Londres, era naturalmente homem influente, tendo-se destacado pelo seu apoio à formação do exército liberal e por ter hospedado D. Pedro IV em sua casa, aquando da sua estadia na ilha de São Miguel.
Durante a permanência de Costa Cabral na Ilha de São Miguel nasceu, em 23 de Maio de 1835, o seu filho António Bernardo da Costa Cabral, o futuro 2.º conde de Tomar.
Estas ligações familiares, aliadas à grande ambição e tacto político do jovem juiz, fizeram com que fosse o candidato natural da esquerda liberal da ilha às eleições de 1834, nas quais foi folgadamente eleito. Iniciava-se assim a vida política e parlamentar de Costa Cabral.

### A primeira experiência parlamentar e a Revolução de Setembro
Apesar de eleito em 1834, Costa Cabral apenas prestou juramento como deputado às Cortes a 15 de Janeiro de 1836, quando a última sessão legislativa da legislatura já tinha começado. Por esta altura estabelece-se modestamente em Lisboa e inicia um período de crescente influência política. Apesar da sua primeira experiência parlamentar ter sido efémera, já que a legislatura terminou a 4 de Junho de 1836, nem cinco meses após o juramento, o seu prestígio e influência eram já consideráveis.
Nas eleições gerais de Julho de 1836 foi novamente eleito pelo círculo de Ponta Delgada, não chegando contudo a prestar juramento devido ao cancelamento da legislatura causado pela Revolução de Setembro, nome pelo qual ficaram conhecidos os acontecimentos revolucionários desse ano.
Afirmando-se como um político de extrema esquerda, distinguindo-se pelos seus dotes oratórios e pela sua participação no Clube do Arsenal, uma agremiação informal de esquerdistas, Costa Cabral aderiu naturalmente à Revolução de Setembro de 1836, estando entre os que protestaram contra a percebida manipulação das eleições. Com o aprofundar da crise insurreccional, Costa Cabral fez parte da Junta Governativa que se formou a 4 de Novembro de 1836 como reacção ao golpe palaciano da Belenzada, ocorrido entre os dias 3 a 5 daquele mês.
Suspensa a vigência da Carta Constitucional de 1826 e realizadas a 20 de Novembro de 1836 eleições gerais para umas Cortes com poderes constituintes, Costa Cabral é novamente eleito pelos Açores, tomando assento a 25 de Janeiro de 1837. Durante os trabalhos constituintes defende os princípios democráticos da Constituição Política da Monarquia Portuguesa de 1822, assumindo uma postura bem mais moderada do que aquela que o seu passado político indiciava, encaminhando-se progressivamente para a esquerda moderada.
Por esta altura era já membro da Maçonaria, fazendo parte da loja Emigração Regeneradora, da qual seria expulso no ano seguinte, para aderir, em 1838 à loja União, com o nome simbólico de Fénelon, iniciando aqui também a sua ascensão nos meios maçónicos que o levaria, alguns anos mais tarde, em 1840, ao cargo de 10.º e 13.º Grão-Mestre do Grande Oriente Lusitano, que ocupou até 1846, e novamente entre 1847 e 1849.
Como primeiro sinal da sua moderação e da sua aproximação a D. Maria II, no Verão de 1837 foi encarregado de acompanhar o lugar-tenente da rainha, o general José Lúcio Travassos Valdez, futuro 1.º conde de Bonfim, na tarefa de pacificar o sul de Portugal, então sublevado na sequência da Revolta dos Marechais.
O fervor revolucionário, associado ao excessivo prestígio, nem sempre justificado, de muitos dos pais fundadores do constitucionalismo português, cujo estatuto de heróis da implantação do liberalismo combinava mal com a estabilidade política, conduzira o país a um estado de grande desordem social.
Em Lisboa, sede da monarquia e das legações e consulados estrangeiros, urgia dar à cidade o sossego e a tranquilidade de que a vida democrática carecia. Para isso, urgia controlar as Guardas Nacionais que se haviam formado. Apesar do seu passado de extrema-esquerda, foi Costa Cabral o homem escolhido pelo governo e pela rainha para liderar a pacificação da capital. Com essa missão específica, a 7 de Março de 1838 foi nomeado administrador-geral de Lisboa, tendo conseguido esmagar o levantamento da Guarda Nacional que ocorreu no dia 13 imediato. Até 7 de Dezembro de 1838, data em que cessou funções como administrador-geral, subordinou a Guarda Nacional ao governo, saneando os elementos revolucionários que a integravam. Com isto foi possível pôr termo aos pronunciamentos constantes da Guarda Nacional, uma amálgama instável de elementos os mais heterogéneos e irrequietos.
A Guarda Nacional foi controlada, mas para tal Costa Cabral muitas vezes arriscou a vida e criou os primeiros ódios, sendo visto pelos setembrista, aos quais pertencera, como um traidor. Esta ruptura, e os ódios que concitou, marcariam toda a trajectória política de Costa Cabral: a esquerda jamais lhe perdoaria ter passado de orador do Clube do Arsenal a fundador do partido cartista.
A partir destes acontecimentos, Costa Cabral passou a manifestar-se profundamente desiludido com o setembrismo, o qual qualificaria de estado revolucionário apenas apostado em servir a manutenção dos seus chefes no poder, e dedica-se a combater a revolução, numa deriva para a direita que o levaria a assumir a função de expoente máximo do doutrinarismo português em luta contra o radicalismo laicizante e ateu.
Nas eleições gerais de 12 de Agosto de 1838 foi novamente eleito deputado, desta volta pelo círculo de Trancoso. Após prestar juramento, numa indicação do seu posicionamento político, tomou assento na bancada central.

### O ingresso no Governo
Nesta nova posição, e assumindo-se cada vez mais próximo da rainha, a 26 de Novembro de 1839 toma posse do Ministério da Justiça e Negócios Eclesiásticos, no ministério de iniciativa da rainha, presidido pelo general José Lúcio Travassos Valdez, 1.º conde de Bonfim.
Nestas funções a sua acção faz-se logo sentir, apesar do estorvo constante duma luta formidável com as oposições que, percebendo ser ele a verdadeira alma do ministério, convergiam no seu ataque. A leitura dos diários das Câmaras da época, para logo se avaliar o que foi essa oposição sem tréguas. Atacado como ainda não fora nenhum homem público no regime liberal português, nem por isso deixa de regularizar as funções do Ministério Público, de melhorar a condição dos presos, de prover ao bem estar dos órfãos garantindo-lhes a administração dos bens, e, principalmente, de fazer promulgar, a 21 de Maio de 1841, a sua Novíssima Reforma Judiciária, código por onde a justiça portuguesa se regularia por quase um século.
Nas eleições gerais de 22 de Março de 1840 foi novamente eleito deputado por Trancoso, prestando juramento a 5 de Junho de 1840. Nesta fase a sua postura é já de um claro centrismo, num crescente elogio à Carta Constitucional de 1826 e de grande proximidade em relação à rainha.
Sendo o governo presidido por José Lúcio Travassos Valdez substituído a 9 de Junho de 1841 por novo ministério, desta vez presidido por Joaquim António de Aguiar, Costa Cabral manteve-se no mesmo cargo, prosseguindo a sua política reformista na área da justiça. Nesta fase, desde o mais importante tribunal do Reino até ao mais insignificante empregado judicial, tudo foi reorganizado.
Na vertente eclesiástica, consegue uma relativa normalização das relações entre o regime liberal e a Igreja Católica, levantando, o que nas suas palavras, era o anátema que desde 1834 indevidamente privava inúmeros eclesiásticos das suas dioceses, das suas paróquias, dos seus canonicatos e dos seus benefícios.
Em finais de 1841 já tinha conseguido fortalecer a sua posição política a ponto de poder dispensar algumas das alianças estratégicas que entretanto tivera de manter. Por essa altura já conquistara decididamente as simpatias do Paço Real e o número dos seus adeptos no governo e no parlamento era já dominante. Mesmo na Maçonaria, a força dominante por detrás da política portuguesa de então, tinha nesse ano atingido o 33.º grau e sido eleito 1.º Soberano Grande Comendador do Supremo Conselho afecto ao Grande Oriente Lusitano e 10.º Grão-Mestre do Grande Oriente Lusitano, cargos que manteria até 1846.
Gozando dessa posição de grande influência política, seguro do apoio da rainha, inicia em Novembro e Dezembro de 1841 uma clara rotura com a constituição setembrista e com o Setembrismo, propondo um retorno, embora com alterações à Carta Constitucional de 1826.
O primeiro passo dessa estratégia foi a rotura com Rodrigo da Fonseca Magalhães, o também poderoso Ministro do Reino, com o qual tinha mantido uma aliança circunstancial. Seguiu-se o estabelecimento de um acordo com António José de Sousa Manoel de Menezes Severim de Noronha, o Marechal e Duque da Terceira, que comandava a 1.ª Divisão Militar. Após estas medidas prévias, apenas restava seguir o caminho golpista do costume: ir para fora da capital, liderar um pronunciamento e esperar pela adesão ou rendição das forças aquarteladas em Lisboa. O local escolhido foi o Porto, cidade para onde Costa Cabral partiu a 14 de Janeiro de 1842.

### A restauração da Carta e oCabralismo
A restauração da Carta Constitucional e a consequente liquidação institucional do Setembrismo foi o acto político da vida de Costa Cabral que mais o caracteriza, e por ele mesmo considerado o mais importante.
A Carta Constitucional tinha sido substituída, desde a Revolução de Setembro de 1836, pela Constituição Política da Monarquia Portuguesa de 1838, conhecida pela Constituição setembrista, generosa e democrática, mas nunca pacificamente aceite pela maioria da elite política. Já em Junho de 1837, os marechais Saldanha e Terceira, haviam tentado restaurar a constituição de 1826, com a célebre ‘’revolta dos Marechais’’, mas essa tentativa falhou, resultando apenas daí a perturbação do país e o exílio dos líderes golpistas.
Agora era a vez de Costa Cabral, um dos apoiantes entusiásticos da Revolução de Setembro, tentar a sua sorte: chegado ao Porto a 17 de Janeiro de 1842, logo no dia 19 é ali saudado com a aclamação da Carta Constitucional. Prepara para 27 desse mês a sublevação Cartista, assumindo-se nesse dia como chefe político de um pronunciamento militar e organiza a junta do governo, preparando-se para marcha sobre Lisboa.
Em Lisboa ainda se fazem algumas tentativas de resistir ao golpe: o governo é remodelado e Joaquim António de Aguiar é substituído na presidência do ministério por Pedro de Sousa Holstein, o futuro 1.º duque de Palmela. Mas é fútil a resistência, já que o governo é empossado a 7 de Fevereiro de 1842 para cair ao seu terceiro dia, no dia 9 de Fevereiro. Ficou conhecido pelo Governo do Entrudo dada a coincidência do seu período de governação com os dias do Carnaval.
Estando a rainha conivente com o golpe, e tendo a 8 de Fevereiro a guarnição do Castelo de São Jorge saudado a carta, o êxito do golpe era inevitável. A 10 de Fevereiro é publicado o decreto real que restaurava a Carta, a 19 desembarca Costa Cabral em Lisboa para uma recepção apoteótica e a 24 desse mês principia de facto a governação de Costa Cabral, sendo nomeado Ministro do Reino num ministério nominalmente presidido pelo duque da Terceira. Estava instalado o Cabralismo e com ele uma política deliberada de estabilidade e desenvolvimento nacional.
Apesar da forte oposição e das dificuldades em conseguir manter as forças antagónicas que o apoiavam sob controlo, o Cabralismo deu a Portugal o primeiro governo de legislatura desde a implantação do constitucionalismo. Gozando de forte apoio régio, ao ponto de o apodarem de valido da rainha, Costa Cabral beneficiou a 3 de Maio daquele ano da nomeação por D. Maria II de 30 novos pares do Reino, seus apoiantes, que lhe deram a maioria na Câmara alta. A este reforço seguiu-se uma retumbante vitória nas eleições gerais realizadas a 5 e 19 de Junho imediatos, a qual lhe deu absoluto controlo sobre o Parlamento. Nessas eleições Costa Cabral foi eleito pela Beira Baixa.
Uma das primeiras reformas do Cabralismo foi a centralização administrativa, aprovando o Código Administrativo de 1842. Seguiu-se a reforma das Guardas Nacionais, um dos factores de instabilidade anteriores, o retomar de relações com a Santa Sé e o controlo da dívida externa e do défice governamental. Nas palavras panegíricas de José Augusto Barbosa Colen, a administração de Costa Cabral foi um sucesso: 
Logo no primeiro ano dessa histórica administração, Costa Cabral não desmentiu o juízo que dele se formara. Os trabalhos do ministro do reino repartiam se principalmente por três ramos da sua administração, porque nesse tempo a agricultura e as obras publicas pertenciam ainda ao ministério do reino. Na Instrução Pública, Costa Cabral criara a escola da arte dramática e fizera construir o teatro de D. Maria II. Organizara o Conservatório, a Academia de Belas Artes, o museu da Academia, Imprensa Nacional e a Academia Portuense de Belas Artes. Na Administração fizera e pusera em execução o Código Administrativo, que por tantos anos se manteve; organizara em novas bases a Guarda Nacional; fixara o número de empregados e tratara da organização dos arquivos das câmaras municipais, tão preciosos para a história; cuidou de salvar os bens das Misericórdias, Confrarias, etc. Na Agricultura providenciara sobre os celeiros comuns, sobre a criação e aperfeiçoamento dos gados; sobre a companhia das Vinhas do Alto Douro; sobre o despacho e fiscalização dos géneros de consumo na capital. Tratara eficazmente de determinar a lavra das minas, fazendo a legislação que correspondia; abrira estradas, construíra pontes, algumas que se consideravam então, arrojadíssimas tentativas de engenharia, como a pênsil do Porto; fizera grandes plantações de arvoredo nas matas nacionais; mandara enxugar pântanos; construir e levantar diques; procurara tentar um grande esforço para desenvolver a indústria da produção e fabricação das sedas, a que previa um grande futuro. Em suma, não houve nada em que a sua mão não tocasse, marcando tudo com a forte punção da sua iniciativa tão arrojada como organizadora.

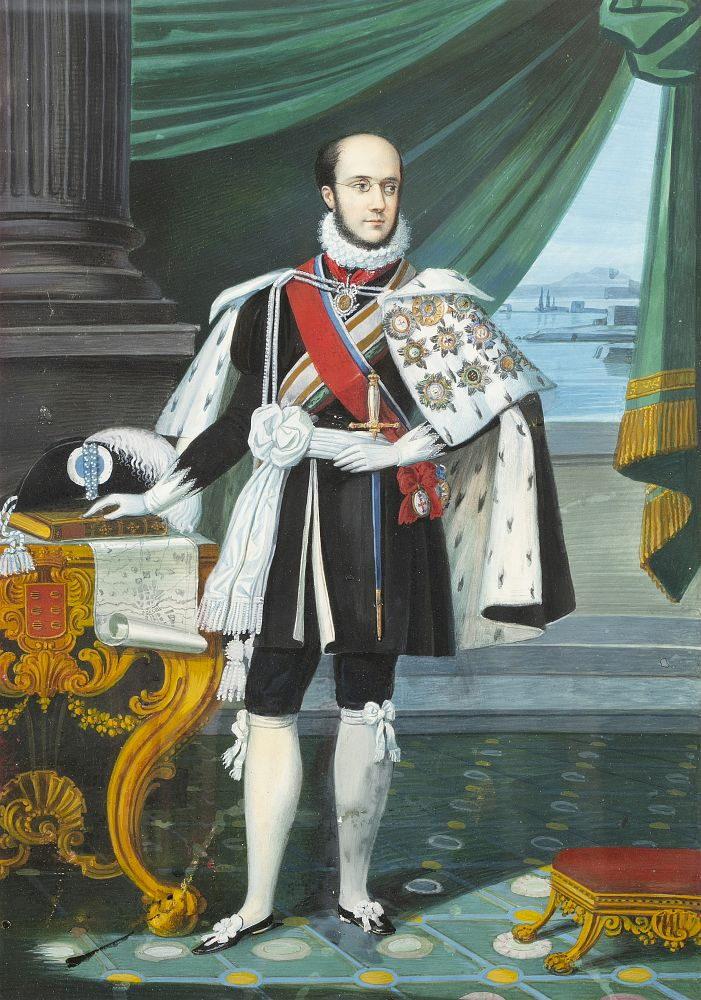
Costa Cabral envergando o grande uniforme de Par do Reino

Mas a oposição não afrouxava, antes crescia face à traição ao setembrismo perpetrada por um dos seus defensores iniciais. Quando em 18 de Março de 1842 Costa Cabral fez promulgar o novo Código Administrativo, colocando efectivamente toda a administração pública central e local sob o seu controlo, a oposição agudiza-se e logo a 30 do mesmo mês se forma uma coligação (‘’coalizão’’ como então se dizia) de todas as oposições cartistas dissidentes, setembristas e miguelistas. Até o irmão de Costa Cabral, José Bernardo da Silva Cabral, adere às hostes oposicionistas. Desta luta feroz, para a qual se congraçaram os elementos mais opostos contra o homem que construía, nasceu a revolta de Torres Novas em 1844. Este movimento foi capitaneado por José Lúcio Travassos Valdez, o 1.º Conde de Bonfim, vindo a acabar com a rendição, às tropas do governo, da praça de Almeida, último reduto dos revoltosos, onde, entre outros se encontrava um dos homens de mais prestigiados do país, José Estêvão Coelho de Magalhães.
Numa clara manifestação de favor, a rainha D. Maria II nomeou Costa Cabral conselheiro de Estado efectivo (1843), par do Reino (1844) e elevou-o a 1.º Conde de Tomar (1845), por duas vidas.
Contudo, o rápido enriquecimento de Costa Cabral, que, partindo da situação de modesto advogado, em poucos anos se tornou detentor de apreciável fortuna, que incluía um palácio capaz de hospedar a rainha, bem como o nepotismo de que era acusado, já que o seu irmão José Bernardo da Silva Cabral, também feito 1.º Conde de Cabral era um dos sustentáculos do governo (por isso apodado o governo dos Cabrais), fizeram de Costa Cabral uma figura odiada por vastas camadas da população. Quando o outro irmão e o pai também ingressaram no parlamento, as acusações de nepotismo, clientelismo e concussão nos concursos públicos cresceram.
Quando em Janeiro de 1846 o imparável aumento da despesa pública, e do consequente défice estatal, levaram ao corte do crédito ao Estado, tornando a bancarrota iminente, o Cabralismo entrou em agonia. Assim, apesar de ter completado a legislatura, e de ter sido o primeiro governo do liberalismo português a conseguir essa proeza, o descontentamento popular era tal que a mínima agitação ameaçava resultar em sublevação. Foi o que aconteceu na Primavera de 1846 com a Revolução da Maria da Fonte.
Perante o alastrar da sublevação popular, muito a contragosto, a 20 de Maio de 1846 a rainha foi obrigada a demitir Costa Cabral, que se exilou para Madrid. Foi o fim do Cabralismo.
Apesar de todas as suas deficiências e corrupção, no final, o Cabralismo tinha constituído uma etapa necessária no liberalismo português. Costa Cabral consolidou o Estado liberal, assente numa forte centralização e complexa burocracia. Escudado no exército, na Maçonaria, de que Costa Cabral foi Grão-mestre do Grande Oriente Lusitano, e em clientelas que beneficiavam da política económica e financeira, baseada nas obras públicas e fomento, o cabralismo lançou os alicerces do actual Estado português, tendo chegado aos nossos dias muitos dos seus traços.

### O exílio e o retorno ao poder
Quando Costa Cabral abandonou o poder a rainha ainda tentou compor um ministério cabralista sem Cabrais, fomentando o golpe palaciano da Emboscada. Perante a descarada manobra, a insurreição cresceu e foi necessário chamar ao poder Pedro de Sousa Holstein, como forma de apaziguar a oposição anticabralista.
A consequência dessa tentativa foi o desencadear de nova guerra civil, a Patuleia, a qual levou, para evitar a restauração miguelista, que a 16 de Outubro de 1846 o governo se visse obrigado a pedir a intervenção estrangeira da Quádrupla Aliança.
Face às reticências de Espanha em acudir à situação, a 16 de Novembro do mesmo ano, Costa Cabral foi nomeado ministro plenipotenciário e enviado extraordinário em Madrid. Como as lutas entre os patuleias e cartistas, continuavam cada vez mais acesas e o sossego tão desejado não chegava, foi mesmo necessária a intervenção estrangeira, culminando na assinatura da Convenção de Gramido, a qual retornava o centro do poder para o lado cartista.
Entre 1847 e 1849 foi, novamente, o 4.º Soberano Grande Comendador do Supremo Conselho afecto ao Grande Oriente Lusitano.
O Conde de Tomar, recém-regressado do exílio em Madrid, foi novamente instado pela rainha a formar ministério. Apesar das reticências e da mais que previsível oposição da maioria do espectro político, aceitou, em 18 de Junho de 1849. Então a luta parlamentar foi gigantesca, com o Marechal Saldanha, Francisco de Almeida Portugal (o 2.º Conde do Lavradio), Rodrigo da Fonseca Magalhães, e tantos outros do mesmo destaque, a levaram a sua oposição a um ponto nunca visto.
A defesa do presidente do conselho correspondeu à violência do ataque. Os seus discursos de então, que correm impressos, são considerados, ainda hoje, um modelo no género. Dir-se-ia que, na agonia da sua carreira política, a eloquência quisera, por sua vez, vir a completar os dotes de estadista de Costa Cabral.
Mas tudo foi debalde: aberto o exemplo dos pronunciamentos militares, a força predominaria sempre sobre a razão do Estado, por isso quando o Marechal Saldanha pôs a força militar ao serviço da causa revolucionária, a luta tornou-se impossível, e a 1 de Maio de 1851 o Conde de Tomar pedia a sua demissão à Rainha. Era o princípio da Regeneração e iniciava-se uma nova fase na política portuguesa.
Terminara a sua carreira política e Costa Cabral, desiludido, retirava-se à vida particular, apesar das instâncias de muitos dos seus amigos e, caso curioso, de alguns dos seus adversários, que, como Rodrigo da Fonseca Magalhães e Rodrigues Sampaio, tinham a maior admiração pelas suas qualidades políticas.

### Embaixador no Brasil
Apesar de arredado da esfera do poder, o conde de Tomar enveredou por um novo campo: a diplomacia. Quando se constatou que as relações comerciais com o Brasil estavam em situação precária, com as importações portuguesas oneradas com elevadas tarifas alfandegárias, tornou-se clara a necessidade de Portugal se fazer representar no Rio de Janeiro por uma personalidade relevante. Para se aquilatar da situação, bastará dizer que os vinhos portugueses eram sujeitos nas alfândegas brasileiras a um imposto aduaneiro superior ao que pagavam os vinhos franceses e espanhóis.
Para obviar ao problema impunha-se obter das autoridades brasileiras uma mudança do regime pautal, embora tal apenas pudesse ser conseguido com manifesto prejuízo para as importações oriundas da França e da Espanha, nações que, obviamente, se opunham a tal alteração. Foi Costa Cabral encarregado desta difícil missão, sendo para isso nomeado enviado extraordinário e ministro plenipotenciário junto do imperador do Brasil, por decreto de 25 de Abril de 1859.
Pouco depois da sua chegada ao Rio de Janeiro, Portugal passou a ser considerado como nação mais favorecida. Foi este um trabalho obscuro e esquecido, mas de grande valia. Conseguido o objectivo, Costa Cabral voltou para Portugal, retirando-se para Tomar onde a sua vida discretamente traduzia bastantes dificuldades financeiras.
A partir do seu regresso do Brasil, manteve alguma participação nos trabalhos da Câmara dos Pares, mas sem o fulgor de outrora. As suas posições são cada vez mais as da defesa da monarquia e da Igreja Católica, numa deriva conservadora que o coloca cada vez mais longe das posições assumidas na década de 1830, quando era um dos oradores do Clube do Arsenal.
Esta situação de relativo apagamento manteve-se durante toda a década de 1860, durante a qual a sua actividade parlamentar é uma constante e intransigente defesa da honra. A sua última intervenção na Câmara ocorre em 1870, pouco antes de lhe ser confiada nova missão diplomática, agora como chefe da Legação de Portugal junto da Santa Sé.

### A missão diplomática em Roma
Em virtude do sério conflito entre o governo português e a cúria romana, suscitado por divergências quanto à nomeação de novos bispos, Costa Cabral, a pedido do duque de Saldanha e de Rodrigues Sampaio, então, respectivamente, presidente do ministério e ministro dos Estrangeiros, foi nomeado para dirigir a legação de Portugal junto da Santa Sé, chegando a Roma em Julho de 1870, ainda antes da tomada daquela cidade pelas tropas de Victor Emanuel II.
Começando no mês de Setembro a investida das tropas italianas contra as muralhas de Roma, o corpo diplomático acreditado junto do Vaticano ficou colocando numa situação melindrosa, forçado a partilhar as agruras e riscos do cerco. Os riscos cresceram com a entrada em Roma de centenas de homens que tinham sido, pelas suas ideias liberais, exilados pelo governo pontifício, criando uma conjuntura propícia a uma sublevação popular que qualquer pretexto faria explodir.
Costa Cabral, conhecedor das multidões, nesta difícil conjuntura assumiu a liderança do corpo diplomático. A eficácia da sua acção foi tal que o encarregado de negócios de França traduziu, por estas palavras, o reconhecimento que o diplomata português lhe inspirava: Monsieur le Comte, vous nous avez sauvés.
Tão grande foi o seu prestígio, que o papa Pio IX, apesar de o não admirar, lhe solicitou que servisse de intermediário nas suas negociações com o general Raffaele Cadorna, cujo acampamento se achava fora da Porta Pia. No decorrer dessas negociações arriscou a vida, já que dirigindo-se uma vez do Vaticano para o quartel-general do sitiador, ao atravessar na sua carruagem a Ponte de Santo Ângelo, viu-se circundada por uma multidão ameaçadora que por pouco o não linchava.
Mas apesar dos serviços prestados ao Vaticano, a cúria, passado o perigo, manteve com Costa Cabral relações marcadas por alguma reserva, já que o diplomata português, adepto do liberalismo e das ideias modernas, não concordava com a intransigência e reaccionarismo de Pio IX. Para além disso, o conde de Tomar havia criado para si uma situação única, pois, apesar de ser legado junto do papa, frequentava as recepções na corte do rei de Itália entretanto instalada no palácio do Quirinal.
Em finais de 1877, prevendo-se a morte de Pio IX, Costa Cabral foi elevado à categoria de embaixador, para, com os representantes das outras três antigas nações católicas, França, Áustria-Hungria e Espanha, poder eventualmente exercer o direito de veto na eleição do novo papa, caso os interesses portugueses assim o exigissem.
Tendo Pio IX falecido a 7 de Fevereiro de 1878, para o suceder, logo a 20 de Fevereiro, foi eleito o arcebispo de Perugia, Gioacchino Pecci, que tomou o nome de papa Leão XIII, o qual se mostrou amigo do novo embaixador. Nesse mesmo ano, um decreto real, redigido em termos enaltecedores por António Rodrigues Sampaio, elevava Costa Cabral à categoria de 1.º Marquês de Tomar.
A 6 de Fevereiro de 1885, faleceu em Roma sua esposa, a marquesa de Tomar, dama honorária da rainha D. Maria Pia. No Verão seguinte o Marquês partiu de Roma para Castellammare di Stabia, nos subúrbios de Nápoles, acompanhado por sua filha. Aí adoeceu gravemente, seguindo então para Portugal em princípios de Setembro, a bordo da corveta Estefânia, então sob o comando do seu filho Fernando Augusto da Costa Cabral.

### Os anos finais

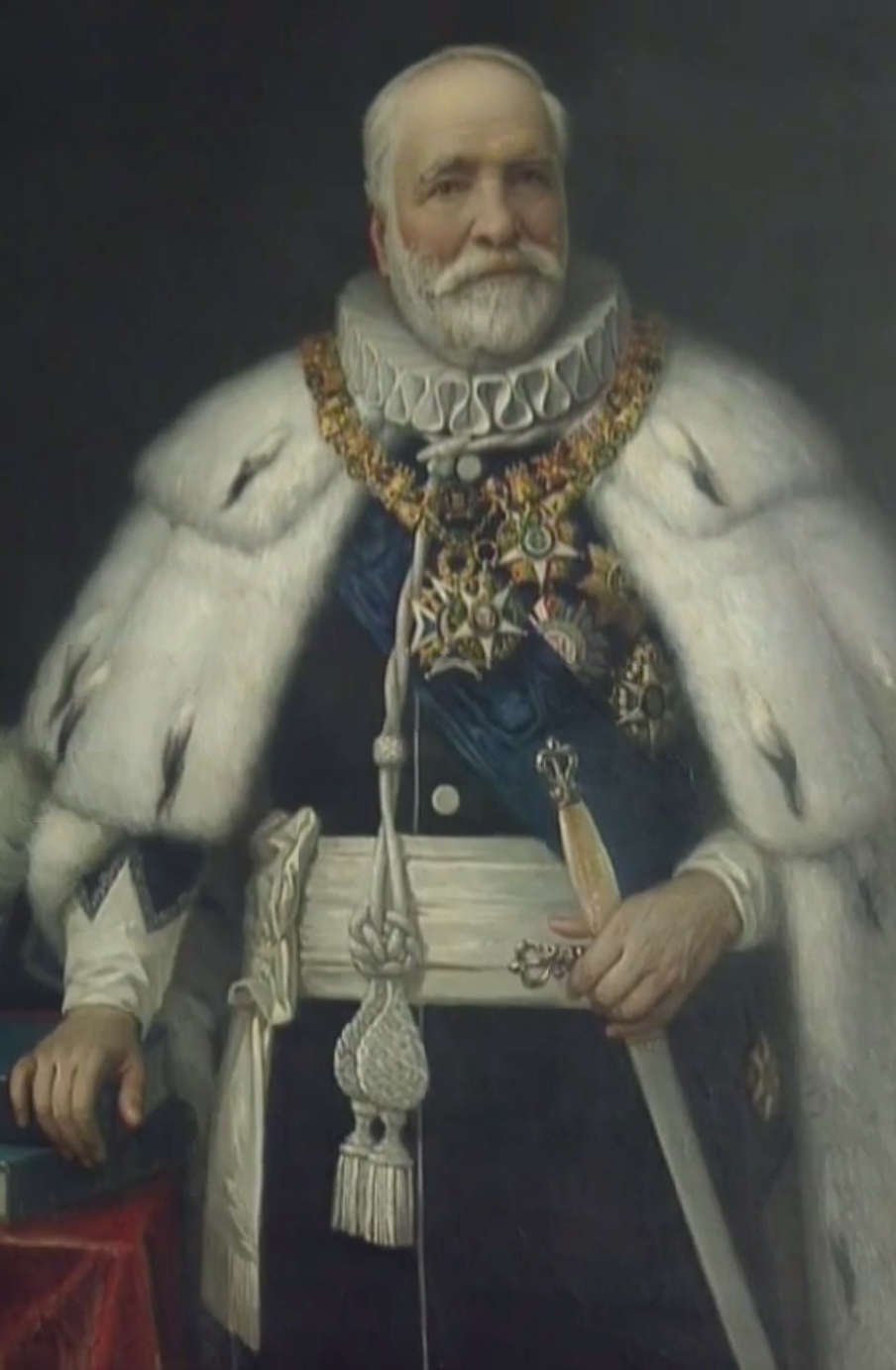
Retrato do Marquês de Tomar, com o traje de gala dos Pares do Reino, nos Paços do Município de Fornos de Algodres.

Tendo regressado gravemente doente, manteve-se afastado da vida política, procurando recuperar a saúde perdida. E foi por razões de saúde que em Julho de 1889, acompanhado pela filha, partiu para a Foz do Douro. Faleceu naquela localidade no dia 1 de Setembro imediato. Na igreja da Foz foram-lhe feitas exéquias, seguindo o seu corpo para Lisboa, onde no dia 4 de Setembro ficou depositado em jazigo de família no cemitério dos Prazeres.
O marquês de Tomar era par do reino e conselheiro de Estado. Foi condecorado com as grã-cruzes da Ordem Militar de Cristo e da Ordem de Nossa Senhora da Conceição de Vila Viçosa com a grã-cruz da Imperial Ordem da Rosa do Brasil, com as medalhas de Ordem de São Gregório Magno, da Ordem da Águia Branca da Rússia, de Ordem de Pio IX da Santa Sé, da Ordem dos Santos Maurício e Lázaro, de Itália, de Nichani-Iftihar de 1.ª classe, em brilhantes, da Turquia, da Ordem de Leopoldo I da Bélgica, da Ordem Ernestina de Saxe-Coburg-Gotha, da Ordem de Carlos III de Espanha, esta última com grande-colar de número. Fora comendador da Ordem de Nossa Senhora da Conceição de Vila Viçosa, cuja comenda em brilhantes lhe foi oferecida, como homenagem, por um grupo de admiradores do Porto a 4 de Abril de 1838.
O título de conde foi-lhe concedido por decreto de 8 de Setembro de 1845, emitido por D. Maria II, e o de marquês por decreto de 11 de Julho de 1878, emitido por D. Luís. O seu brasão de armas era o mesmo de seu irmão, o 1.º conde de Cabral.
Oliveira Martins, que foi contemporâneo de Costa Cabral, e com quem não estava politicamente alinhado, dá o seguinte testemunho da sua actuação parlamentar e ministerial:
(…) em Portugal, (…) [os] costumes eram mais soltos e a virulência maior [do que em França]. E se ninguém fora ainda atacado dum modo tão cruel, isso prova que ninguém, tampouco, ainda mostrara uma força e um génio tão superiores. Outro Pombal, repetimos, o novo ministro ficaria tão célebre como o antigo, se achasse ainda de pé uma qualquer autoridade social (in Portugal Contemporâneo, volume II, pág. 174).
Outro testemunho da obra política do cabralismo, este com laivos panegíricos, é dado por José Barbosa Colen, um dos editores da Historia de Portugal popular e illustrada:
A organização administrativa e judicial saiu, por obra sua, dos moldes antiquados, que para a justiça remontavam até às ordenações dos Filipes. Na política, a primeira lei eleitoral e logo com incompatibilidades moralizadoras do sistema, é ele quem a entrega à discussão parlamentar. No fomento, a primeira estrada, o primeiro canal e regularização dos rios, a primeira negociação para a construção duma via-férrea, a primeira medida de iniciativa para o ressurgimento das indústrias nacionais, é dele. Na educação, primária e secundária, é seu o primeiro grande e metódico impulso. É seu o recrutamento do professorado estrangeiro para ensino das Belas Artes. É seu o teatro nacional para escola de artistas e para incitamento e remuneração à literatura dramática. É seu o primeiro grande jardim da Lisboa, o da Estrela, como indicação precisa para a reforma do antigo Passeio. Nada escapa à perspicaz iniciativa desse homem! Tudo ele trabalhou para realizar (…) nos intervalos que lhe deixava a obrigação parlamentar, de contestar as acusações das peitas e concussões (in Entre Duas Revoluções, Historia de Portugal popular e illustrada, vol. II, pág. 428).

## Descendência
Do seu casamento (ocorrido na Ermida da Mãe de Deus, em Ponta Delgada, a 23 de Agosto de 1834) com Louise Mitchell Meredith Read (Portsmouth, 11 de Novembro de 1816 – Roma, 5 de fevereiro de 1885), filha de John Read (1780 – Naufrágio a bordo do George Daysh, 6 de Dezembro de 1821) e de Louise Mitchell Meredith, que casara em segundas núpcias com William Harding Read, cônsul britânico em Ponta Delgada (Portsmouth, 24 de Agosto de 1775 – São José, Ponta Delgada, 6 de Maio de 1839) o marquês de Tomar deixou cinco filhos: 
- António Bernardo da Costa Cabral, 2.º Conde de Tomar (São Sebastião, Ponta Delgada, 23 de Maio de 1835 – Encarnação, Lisboa, 19 de fevereiro de 1905), bacharel formado em filosofia, diplomata e par do reino, casou com D. Sofia Adelaide Dias de Sousa, com geração;
- João Read da Costa Cabral (São Sebastião, Ponta Delgada, 1837 – ?), bacharel formado em direito, governador civil em vários distritos, nunca casou;
- Fernando Augusto da Costa Cabral (15 de maio de 1839 – 15 de julho de 1901), oficial na marinha britânica, contra-almirante, condecorado com a medalha da Crimeia e cavaleiro da Ordem da Torre e Espada, que foi ajudante de campo do rei D. Carlos, nunca casou;
- Luísa Maria da Costa Cabral, nunca casou;
- Francisco de Assis da Costa Cabral (Madrid, 27 de Junho de 1847 – 23 de Agosto de 1926), coronel de cavalaria, ajudante de campo do rei D. Manuel II de Portugal, casou com D. Maria do Carmo de Siqueira Celestino, com geração.